# 杜布諾 (羅基特涅區)
51°31′27″N 27°30′41″E / 51.52417°N 27.51139°E
杜布諾（烏克蘭語：Дубно）是位於烏克蘭西北部里夫內州裏薩爾內區的村莊，始建於1906年，面積36.2平方公里，海拔高度153米，2001年人口601，人口密度每平方公里16.6人。